# Forêts de l'Est du Canada
Localisation
Les forêts de l'Est du Canada sont une écorégion terrestre nord-américaine du type forêts boréales, taïga du World Wildlife Fund

## Répartition
Les forêts de l'est du Canada couvrent le nord-est du Québec, le sud et l'est du Labrador, une large partie de Terre-Neuve, l'Île d'Anticosti, la Gaspésie et des régions disjointes de la Nouvelle-Écosse et du Nouveau-Brunswick.

## Climat
La température estivale moyenne varie de 8,5⁰C au nord à 14,5⁰C au sud.  La température hivernale moyenne varie en fonction de la latitude et de la proximité de l'océan.  Dans le nord-ouest, au Québec et au Labrador, la moyenne oscille entre -8⁰C et -13⁰C.  À Terre-Neuve, cette moyenne varie entre -1⁰C et -5,5⁰C.
Le climat maritime exerce aussi une influence sur les précipitations.  Celles-ci sont moins importantes vers l'ouest à l'intérieur des terres comparativement aux côtes et à Terre-Neuve.  En fonction de la région, les précipitations annuelles se situent entre 800 mm et 1 600 mm.  Le brouillard peut être important le long des côtes.

## Caractéristiques biologiques
Le climat maritime qui prévaut sur les forêts de l'est du Canada favorise la croissance du Sapin baumier.  Celui-ci, avec l'Épinette noire, compose la majeure partie des peuplements forestiers de cette écorégion.  Le Bouleau à papier, le Peuplier faux-tremble et l'Épinette noire sont caractéristiques des sites dégradés.  L'Épinette blanche abonde le long des côtes sous l'influence du sel marin.  Des terres dénudées ou couvertes de mousses et d'éricacées occupent certains endroits sous l'influence de forts vents le long des côtes.   La région du Lac Saint-Jean introduit une exception dans cet ensemble à prédominance coniférienne : le climat plus tempéré favorise l'établissement d'essences plus méridionales tels l'Érable à sucre, le Hêtre d'Amérique, le Bouleau jaune, la Pruche du Canada et le Pin blanc.  À proximité du golfe du Saint-Laurent, les forêts de l'est du Canada abritent entre 100 et 150 espèces végétales endémiques.

## Conservation
Environ 40 % de la superficie des forêts de l'est du Canada sont encore intacts, principalement dans les zones plus au nord.  Certains secteurs de la Gaspésie, du nord du Nouveau-Brunswick et de Terre-Neuve ont été profondément altérés en conséquence de la présence historique des colons dans ces régions.  Les terres soumises à l'exploitation forestière n'ont pas toujours été recolonisées par les forêts, laissant des aires complètement dénudées ou buissonneuses.